# Land O' Lakes (Florida)
Land O' Lakes è un CDP degli Stati Uniti d'America, situato nello Stato della Florida, nella contea di Pasco.